# Edward Morley
Edward Williams Morley (Newark (New Jersey), 29 januari 1838 – West Hartford, 24 februari 1923) was een Amerikaans natuurkundige die beroemd werd door het samen met Albert Michelson uitgevoerde Michelson-Morley-experiment.

## Biografie
Morley werd geboren in Newark als zoon van Sardis Brewster Morley en Anna Clarissa Treat. Beide ouders waren afstammelingen van Britse kolonisten. Hij groeide op in West Hartford waar hij – wegens zijn zwakke gezondheid – tot zijn negentiende thuis werd onderwezen door zijn vader die predikant was.
In 1857 betrad Morley het Williams College in Williamstown waar ook zijn vader had gestudeerd. In 1860 behaalde hij er zijn bachelordiploma (A.B.) en in 1983 zijn mastergraad. Rond 1860 verschoof geleidelijk zijn aandacht van de scheikunde, waar hij sinds zijn jeugd door was gefascineerd, naar de optica en sterrenkunde. In 1860/61 maakte hij de eerste nauwkeurige bepaling van de breedtegraad van de schoolsterrenwacht. Deze bepaling was het onderwerp van zijn eerste gepubliceerde artikel, dat hij in 1866 voordroeg in een lezing voor de American Association for the Advancement of Science.
Op advies van zijn ouders bezocht Morley in 1861 de Andover Theological Seminary en voltooide de opleiding in 1864. Van 1866 tot 1868 was hij onderwijzer op een privéschool en aansluitend, in 1868 werd hij gevraagd te prediken in een kleine gemeenschap in Ohio. Rond dezelfde periode werd hij benoemd tot hoogleraar scheikunde aan de Western Reverse College (toe gesitueerd in Hudson en later verplaatst naar Cleveland en omgedoopt tot Case Western Reserve University) waar hij aanbleef tot aan zijn pensionering in 1906. In 1873 was hij ook hoogleraar scheikunde aan het Cleveland Medical College, maar gaf deze leerstoel in 1888 op om meer tijd vrij te maken voor onderzoek.
Kort voordat hij naar Hudson trad Morley in het huwelijk met Imbella A. Birdsall. In 1906 verhuisde hij terug naar West Hartford, waar hij een klein huis bouwde met laboratorium voor zijn persoonlijke studies naar stenen en mineralen. Hij overleed na een chirurgische ingreep in Hartford Hospital in 1923.

## Onderzoek
Morleys belangrijkste werk was op het gebied van de natuurkunde en in het bijzonder de optica. Rond 1887 werkte hij enkele jaren samen met Michelson die hij assisteerde bij diens onderzoek in wat nu bekendstaat als het Michelson-Morley-experiment. Met behulp van een experimentele interferometer, wilden Morley en Michelson de aanwezigheid aantonen van ether. Het experiment liet echter zien dat, ondanks de beweging van de aarde, de gemeten lichtsnelheid in alle richtingen even groot bleek, waarmee was aangetoond dat het medium ether niet bestond.
Na zijn werk met Michelson voerde Morley samen met Dayton Miller experimenten uit naar positieve ether, terwijl hijzelf metingen verrichtte naar de snelheid van licht wanneer het door een sterk magnetisch veld werd geleid. Verder bestudeerde Morley de thermische expansie van vaste stoffen.
Aan het Western Reserve College moest Morley niet alleen scheikunde doceren, maar ook geologie en botanie, waardoor hij weinig tijd kon besteden aan onderzoek. Desondanks vond hij gedurende de eerste tien jaar in Hudson tijd om vijf artikelen te publiceren, veelal over nauwkeurigheid van metingen.
In de scheikunde werkte hij aan een methode om nauwkeurige waardes te bepalen over de samenstelling van de aardatmosfeer en de massa's van deze gassen. Zijn werk over de atoommassa van zuurstof besloeg een periode van elf jaar. Veel tijd was besteed in de kalibratie van instrumenten en het verbeteren van de meetnauwkeurigheid tot het hoogst mogelijke niveau (circa 1 deel per 10.000). In 1895 introduceerde Morley een nieuwe waarde voor de atoommassaverhouding van zuurstof tot waterstof, en bepaalde hierbij de nauwkeurigste waarde van de atoommassa van zuurstof in die tijd. Morleys onderzoek naar de atoommassa van zuurstof werd in 1995 door de American Chemical Society erkend als een nationaal historische mijlpaal in de scheikunde.

## Erkenning
Morley was voorzitter van de American Association for the Advancement of Science in 1895 en voorzitter van de American Chemical Society in 1899. Datzelfde jaar, 1899, werd hij onderscheiden met de Willard Gibbs Medal van de afdeling Chicago van de American Chemical Society en met de Davy-medaille van de Royal Society of London in 1907. In 1912 werd hem de Elliott Cresson Medal uitgereikt door het Franklin Institute voor zijn belangrijke bijdragen aan de scheikunde.
airy-schijf · amplitude · brekingsindex · brewsterhoek · dopplereffect · fase · foto-elektrisch effect · frequentie · fresnelvergelijkingen · fresnel-zoneplaat · getal van Abbe · golffront · golflengte · holografie · intensiteit · interferometer ·  laser · lasersnijden · lichtenergie · lichtgrootheden en -eenheden · lichtmeter · lichtsnelheid · lichtsterkte · lichtstroom · Mach-Zehnder-interferometer · Michelson-interferometer · ooggevoeligheid · optische vezel · polarimeter · polarisatie · poynting-vector · principe van Huygens-Fresnel · principe van Fermat · prisma · schlierenoptica · specifieke lichtstroom · stralingsdeler · tralie · transversale golf · verlichtingssterkte · wet van Bragg
infrarood · kleur · licht · monochromatisch licht · spectrum · ultraviolet · wit licht
absorptie · coherentie · diffractie · dispersie · interferentie · lichtbreking · reflectie · totale interne reflectie · transmissie
emissie · gestimuleerde emissie · fluorescentie · fosforescentie · luminantie · luminescentie
fluorescentiespectroscopie · spectraalanalyse · spectraallijn · Spectroscopie · UV/VIS-spectroscopie
halo · newtonring
David Brewster · Christian Doppler · Charles Fabry · Pierre de Fermat · Joseph von Fraunhofer · Dennis Gabor · Augustin Fresnel · Heinrich Hertz · Christiaan Huygens · Hendrik Lorentz · Albert Michelson · James Clerk Maxwell · Edward Morley · Isaac Newton · Alfred Pérot · Thomas Young